# El libro de los muertos
Para otras definiciones véase Libro de los muertos (desambiguación)
El libro de los muertos es una recopilación de relatos cuyo nexo común es la figura del zombi. Fue editado originalmente por John Skipp y Craig Spector en 1989 con el título The book of the dead. Consta de un prólogo escrito por George Romero (el director de La noche de los muertos vivientes), una introducción de los editores y 16 relatos.
En España fue publicado en 1990 por la editorial Ultramar Editores en su colección Zona Oscura, con traducción de Sonia Tapia.

## Los relatos
- Flores, de Chan McConnell.
- El rancho, de Richard Laymon.
- Cantar ayuda, de Ramsey Campbell.
- Parto casero, de Stephen King.
- Trabajo sucio, de Philip Nutman.
- Un triste último amor en el bar de los malditos, de Edward Bryant.
- Cabezas y cuerpos, de Steve Rasnic Tem.
- Decisiones, de Glen Vasey.
- Las partes nobles, de Les Daniels.
- Menos que un zombi, de Douglas E. Winter.
- Como los perros de Pavlov, de Steven R. Boyett.
- Saxofón, de Nicholas Boyle.
- En medio del desierto Cadillac con unos fiambres, de Joe R. Lansdale.
- Premio de muertos, de Brian Hodge.
- Los chicos de Jerry se enfrentan a Gusano, de David J. Schow.
- Cómeme, de Robert R. McCammon.